# Śmiadowo
Śmiadowo – wieś w Polsce położona w województwie zachodniopomorskim, w powiecie szczecineckim, w gminie Borne Sulinowo, przy drodze krajowej nr 20 Stargard - Szczecinek - Gdynia. Osada sąsiaduje z jeziorem o tej samej nazwie.
W pobliżu wsi wznoszą się ruiny fortyfikacji Wału Pomorskiego – Góra Śmiadowska. 